# Almdorf
Almdorf (fryz. Aalmtoorp, duń. Almtorp) – gmina w Niemczech w kraju związkowym Szlezwik-Holsztyn, w powiecie Nordfriesland, wchodzi w skład urzędu Mittleres Nordfriesland.

## Współpraca
- Werder (Havel), Brandenburgia